# Toy (sång)
Toy är en poplåt från 2018 framförd av Netta Barzilai och skriven av Doron Medalie och Stav Beger. Den var Israels bidrag i Eurovision Song Contest 2018 och vann tävlingen. Sångtexten är en hyllning till Metoo-rörelsen.

### Fotnoter
1. ↑  ”Israel är vinnaren av årets Eurovision”. SVT Nyheter. https://www.svt.se/kultur/musik/har-ar-vinnaren-av-arets-eurovison. Läst 12 maj 2018.
2. ↑  ”Netta Barzilai to sing "Toy" in Lisbon! - ESCXTRA.com” (på amerikansk engelska). ESCXTRA.com. Arkiverad från originalet den 20 april 2020. https://web.archive.org/web/20200420064837/https://escxtra.com/2018/02/25/netta-barzilai-sing-toy-lisbon/. Läst 12 maj 2018.
3. ↑  Torbjörn Ek (13 maj 2018). ”Israel vinnare av Eurovision song contest 2018” (på svenska). Aftonbladet. https://www.aftonbladet.se/nojesbladet/melodifestivalen/a/ngKywJ/israel-vinnare-av-eurovision-song-contest-2018. Läst 15 maj 2018.